# 나주군 을
나주군 을은 대한민국의 옛 국회의원 선거구이다. 당시 전라남도 나주군의 일부 지역을 관할했다.

## 역사
제헌 국회의원 선거를 앞두고 나주군의 일부 지역을 관할하는 선거구로 신설되었다.
제6대 국회의원 선거를 앞두고 나주군 갑, 을 선거구가 통합되면서 나주군 단독 선거구를 이루게 됨에 따라 폐지되었다.

## 역대 국회의원
| 선거   | 정당 | 정당       | 의원   |
| ------ | ---- | ---------- | ------ |
| 1948년 |      | 한국민주당 | 김상호 |
| 1950년 |      | 대한청년단 | 서상덕 |
| 1954년 |      | 자유당     | 정명섭 |
| 1958년 |      | 자유당     | 정명섭 |
| 1960년 |      | 민주당     | 이경   |

## 역대 선거 결과

### 대한민국 제헌 국회의원 선거
|  | 32.62% |

|  | 29.10% |

|  | 23.02% |

|  | 15.24% |

|  | 0% |

### 대한민국 제2대 국회의원 선거
|  | 38.85% |

|  | 26.75% |

|  | 16.11% |

|  | 10.16% |

|  | 5.17% |

|  | 2.92% |

### 대한민국 제3대 국회의원 선거
|  | 37.27% |

|  | 23.44% |

|  | 14.41% |

|  | 7.87% |

|  | 7.16% |

|  | 6.89% |

|  | 2.92% |

### 대한민국 제4대 국회의원 선거
|  | 75.77% |

|  | 17.08% |

|  | 7.14% |

### 대한민국 제5대 국회의원 선거
|  | 21.26% |

|  | 13.16% |

|  | 12.37% |

|  | 11.89% |

|  | 10.75% |

|  | 9.40% |

|  | 8.09% |

|  | 6.69% |

|  | 6.35% |

|  | 0% |